# Steve Biko Football Club
Lo Steve Biko Football Club è una società calcistica con sede a Bakau in Gambia.
Fondato nel 1978 il club milita nel Campionato di calcio del Gambia.

## Palmarès

### Competizioni nazionali
- Gambia First Division: 1

2013
- 2000: GFA Cup